# هلفيلة برتقالية
هلفيلة برتقالية (الاسم العلمي: Helvella aurantiaca) هي نوع من الفطريات يتبع جنس الهلفيلة من الفصيلة الهلفيلية.